# 帕特里奇 (堪薩斯州)
帕特里奇（英語：Partridge）是一個位於美國堪薩斯州里諾縣的城市。

## 地方資料
根據2020年美國人口普查的數據，帕特里奇的面積為0.80平方千米，當中陸地面積為0.80平方千米，而水域面積為0.00平方千米。當地共有人口209人，而人口密度為每平方千米261.25人。